# Pogórze Spisko-Gubałowskie

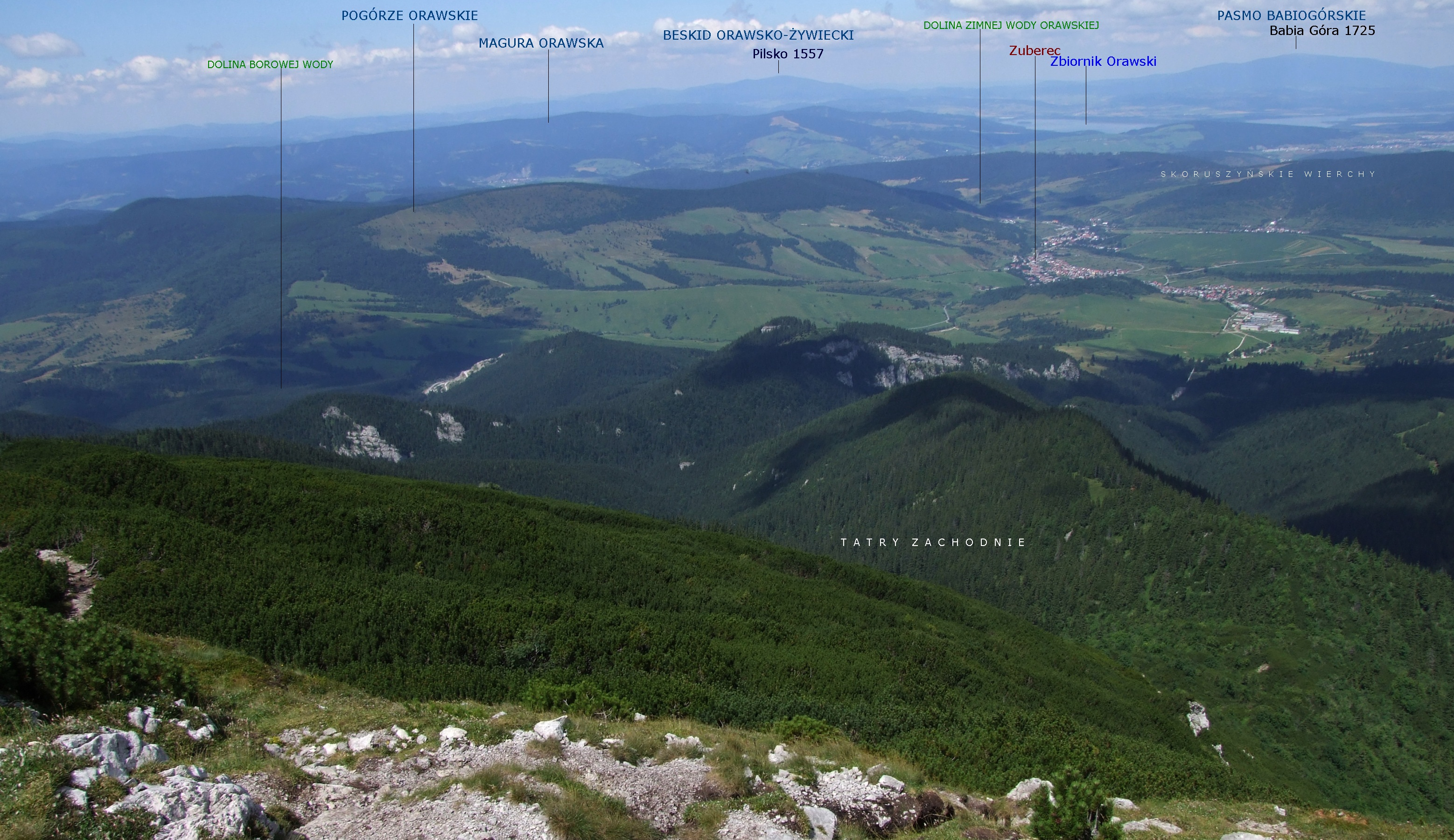
Tatry Zachodnie i zachodnia część Pogórza Spisko-Gubałowskiego

Pogórze Spisko-Gubałowskie (514.13) – południowa, najwyższa część Obniżenia Orawsko-Podhalańskiego, od północy ograniczona Pienińskim Pasem Skałkowym, który we wschodniej części przechodzi w pasmo górskie Pienin, od południa zaś oddzielona od Tatr obniżeniem Rowu Podtatrzańskiego.

## Topografia
W ramach Pogórza Spisko-Gubałowskiego wyróżnić możemy następujące części:
- Pogórze Skoruszyńskie ograniczone do Orawicko-Witowskich Wierchów – między dolinami Orawicy i Czarnego Dunajca, na granicy polsko-słowackiej. Najwyższy szczyt – Magura Witowska 1233 m. Inne ważniejsze szczyty: Przysłop Witowski (1161 m), Hurchoci Wierch (1090 m).

- Pogórze Gubałowskie (Pasmo Gubałowskie) – między doliną Czarnego Dunajca na zachodzie a doliną Białego Dunajca na północnym wschodzie. Najwyższe szczyty: Palenica Kościeliska (1183 m), Butorowy Wierch (1160 m) i Gubałówka (1126 m).

- Pogórze Bukowińskie (Gliczarowskie) – między doliną Białego Dunajca na zachodzie a doliną Białki na wschodzie. Najwyższy szczyt – Cyrhla nad Białką (1158 m).

- Pogórze Spiskie – na wschód od doliny Białki. Część leżąca na Słowacji zwana jest Magurą Spiską, często jednak nazwą tą określa się całe Pogórze Spiskie. Najwyższe szczyty: po stronie słowackiej – Rzepisko (1259 m), po stronie polskiej – Górków Wierch (1046 m).

## Opis regionu
W granicach Polski Pogórze Spisko-Gubałowskie ma powierzchnię ok. 370 km². Zbudowane jest z nieco zdyslokowanego i zapadającego z południa na północ fliszu karpackiego a jego wierzchowina ma powierzchnię erozyjno-denudacyjną. Ma ona duże nachylenie, co świadczy o jej nierównomiernym wypiętrzaniu. Stoki południowe są krótkie i strome, stoki północne bardziej łagodne i przecięte płytkimi dolinami. Na głównych dolinach występują zbudowane ze żwirów tarasy plejstoceńskie. Jest silnie zabudowane, przy czym zabudowania znajdują się nie tylko w dnach dolin, ale również na ich stokach i na wierzchowinie, sięgając do wysokości 1100 m n.p.m. W wyniku dużego zaludnienia lasy w polskiej części zostały silnie przetrzebione. W większych lasach na Pogórzu Spiskim utworzono rezerwat przyrody Niebieska Dolina. Z bardzo rzadkich w Karpatach gatunków roślin występują: bagno zwyczajne, podejźrzon rutolistny, storczyk drobnokwiatowy, storzan bezlistny, tojad Kotuli, turzyca dwupienna, widlicz Isslera, zarzyczka górska. Większość z nich jest rzadka również w całej Polsce. Słowacka część regionu jest silniej zalesiona.
Północna granica Pogórza Gubałowskiego i Bukowińskiego z Kotliną Orawsko-Nowotarską przebiega wzdłuż linii tektonicznej, na której znajdują się liczne wapienne skałki. Większe z nich to Żdżar w Maruszynie (773 m), Cisowa Skała (668 m) i Obłazowa (670 m) pod Nową Białą, Ranisberg (także Ranysborg lub Raniszberg, 678 m) koło Szaflar. Wokół jednej z tych skałek (Skałka Rogoźnicka 708 m), na zachodnich granicach Pogórza Gubałowskiego utworzono rezerwat przyrody Skałka Rogoźnicka.